# Metazygia viriosa
Metazygia viriosa là một loài nhện trong họ Araneidae.
Loài này thuộc chi Metazygia. Metazygia viriosa được Eugen von Keyserling miêu tả năm 1892.